# Bernard Pilon
Pour les articles homonymes, voir Bernard Pilon (ingénieur) et Pilon.
J.-E. Bernard Pilon (1er août 1918-17 novembre 1970) est un courtier d'assurances et homme politique fédéral du Québec.

## Biographie
Petit fils d'Hormidas Pilon, vétérinaire de Vaudreuil et député de la circonscription de Vaudreuil pendant 28 ans. Fils d'Ernest et de Mai Besner, né à Vaudreuil dans le comté de Vaudreuil, Bernard Pilon a fait ses études au Collège Bourget de Rigaud, a été employé de la Banque Nationale durant 25 ans, il servit outre-mer dans le Régiment de la Chaudière lors de la Seconde Guerre mondiale. Il devient député du Parti libéral du Canada dans la circonscription fédérale de Chambly—Rouville en 1962. Réélu en 1963, 1965 et dans Chambly en 1968, il est mort en fonction en 1970 à l'âge de 52 ans.
Durant son passage à la Chambre des communes, il est whip en chef du gouvernement et du Parti libéral de 1966 à 1970.